# Куницький Леонтій Теофанович
о. Леонтій Куницький гербу Бонча (20 червня 1876, Оріховець, нині Тернопільського району — 25 вересня 1961, Мостиська, Львівської області) — український галицький церковний і політичний діяч, доктор богослов'я (1904), член НТШ (1934). Прелат, крилошанин капітули Львівської Греко-Католицької митрополії.

## Життєпис
Народився 20 червня 1876 року в с. Оріховець (Скалатського повіту, Королівство Галичини та Володимирії, Австро-Угорщина, нині Тернопільського району, Тернопільська область, Україна. Походив зі священичої родини з с. Оріховець на Скалатщині. Батько Леонтія отець Теофан був парохом в Оріхівці, мати Олена — донька пароха с. Староміщина о. Лева Лукашевича.
Навчався в Першій тернопільській гімназії, а гімназійну освіту завершив у Академічній гімназії у Львові (1896). Богослов'я вивчав у Папській Грецькій колегії св. Атанасія в Римі (1896—1897), Львівській духовній семінарії та Львівському університеті (1897—1900), інституті «Авґустинеум» у Відні (1900—1903) та конвікті «Канізіянум» в Інсбруку (1903—1904). Богословські студії завершив докторатом з богослов'я (тема: «Zwei jüdenchristliche apokryphe Evangelien in ihrem Verhältnis zu den kanonischen Evangelien», потверджена 14 березня 1904 року). Священиче рукоположення отримав у жовтні 1901 року.
Після завершення студій працював у Львові: префект духовної семінарії (1904—1905), духівник там же (1908—1914); короткий час (1905—1908) був сотрудником пароха на Тернопільщині. Напередодні Першої світової війни служив серед українців у Боснії, 1914—1917 опікувався українськими робітниками в м. Бремен, Німеччина. Від 1918 — радник і референт Митрополичої консисторії, 1924 — прелат-канцлер Митрополичої капітули (обидва уряди — у Львові), 1924—1930 — декан деканату міста Львова і парох собору св. Юра у Львові.
Був одним із трьох кандидатів (поряд із отцями Олександром Бачинським та Василем Лабою), яких митрополит Андрей (Шептицький) у 1928 році подав до Риму як кандидатів на єпископа помічника Львівської архієпархії.
1 жовтня 1920 року він та Дмитро Ладика були заарештовані польською владою.У 1920-х роках — один з провідників Української трудової партії і засновник її друкованих органів «Нова Рада» (1919—1920), «Наш прапор» (1923—1924), згодом — один із засновників Українського національно-демократичного об'єднання (УНДО) і член його ЦК. 1928—1930 рр. — посол до Польського сейму, голова товариства «Народна лічниця» (1921—1923) та Комітету допомоги політичним в'язням (1937—1939). Член української делегації від Польщі на 4-му конгресі європейських національних меншин у Женеві (1928). Підтримував діяльність Пласту. У 1939—1944 роках перебував у Відні.
11 квітня 1945 заарештований разом з ієрархами УГКЦ у Львові (проходив по агентурній справі «Ходячие»), засуджений до 10-ти років заслання в Сибіру. Після звільнення (1956) проживав у Мостиськах у своєї родички Лідії Чолій. Помер 25 вересня (за іншою версією 12 вересня) 1961 року.

## Публікації
Опублікував спогади «Над Босною» (журнал «Нива», 1917—1918), книгу «Вітер від моря» (Львів, 1927). Видано його «Спомини молодих літ та заслання [Архівовано 6 березня 2016 у Wayback Machine.]» (Торонто, 1990; Львів, 2003).